# 牧平年廣
牧平　年廣（まきひら としひろ、1933年（昭和8年）9月10日 -  ）は、日本の実業家。きょくとう代表取締役会長。

## 来歴
- 1960年3月  西南学院大学商学部卒業
- 1964年6月	福岡ベビーランドリー企業組合設立
- 1978年3月	社名を有限会社極東化学ドライとし、代表取締役社長就任
- 1980年7月	社名を株式会社きょくとうとし、代表取締役社長就任
- 2017年3月	代表取締役会長兼社長就任[1]
- 2019年3月	代表取締役会長(現任)